# Шатилов, Борис Николаевич
Бори́с Никола́евич Шати́лов (1891 — 1972) — полковник лейб-гвардии 1-й артиллерийской бригады, герой Первой мировой войны, участник Белого движения.

## Биография
Из потомственных дворян Курской губернии.
Окончил Орловский Бахтина кадетский корпус (1909) и Михайловское артиллерийское училище (1912), откуда выпущен был подпоручиком с прикомандированием к лейб-гвардии 1-й артиллерийской бригаде.
29 августа 1913 года переведен в лейб-гвардии 1-ю артиллерийскую бригаду, с которой и вступил в Первую мировую войну. Пожалован Георгиевским оружием
За то, что 19 июля 1915 года в боях у д. Ольховец, находясь в передовых пехотных окопах, под ружейным огнём противника, корректировал стрельбу батареи; после ранения в шею, сделав перевязку, остался в окопе до конца боя; стрельбою батареи наступающие части противника были рассеяны.
Произведен в поручики 30 июля 1915 года «за выслугу лет», в штабс-капитаны — 5 сентября 1916 года.
В Гражданскую войну участвовал в Белом движении на Юге России. Летом 1918 года прибыл в Добровольческую армию, участвовал во 2-м Кубанском походе. В январе 1919 года — командир взвода в Сводно-гвардейском полку, в сентябре того же года — командир пулеметной команды гвардейской артиллерии. Затем в Русской армии до эвакуации Крыма, был произведен в полковники. В Галлиполи — в составе отдельной гвардейской батареи, осенью 1925 года — в составе Гвардейского отряда в Болгарии.
В эмиграции в Болгарии. Служил чертежником в болгарском министерстве земледелия, был преподавателем математики и секретарем дирекции в Лицее В. П. Кузминой в Софии. Состоял действительным членом Общества офицеров лейб-гвардии 1-й артиллерийской бригады и членом Общества офицеров-артиллеристов. Совместно с генерал-майором Г. И. Лескинен и подпоручиком А. Н. Игнатьевым восстановил памятники на братских могилах чинов лейб-гвардии Измайловского и Семеновского полков, а также 1-й артиллерийской бригады, убитых на горе Шандорник во время Русско-турецкой войны 1877—1878 годов.
В годы Второй мировой войны служил в Русском корпусе, сформированном в Югославии. По прибытии в корпус в 1942 году был назначен младшим офицером 8-й сотни 3-го отряда, затем был командиром взвода ПАК (противотанковых орудий) 3-го полка. С 26 октября 1944 года был назначен командиром роты ПАК Сводного полка (в чине гауптмана). В 1945 году отличился в боях под Травником и Бусовачей в составе 5-го полка и был награждён Железным крестом 2-го класса. После капитуляции корпуса был командиром 5-й роты 5-го полка, затем — командиром 27-й лесной роты на работах в Австрии, после чего прибыл в лагерь Келлерберг. В лагере занимался общественной деятельностью и стал одним из ближайших помощников полковника Рогожина.
После 1948 года переехал в США. Состоял членом Союза Георгиевских кавалеров, членом местного отдела Общества Галлиполийцев, председателем Общества михайловцев-артиллеристов, а также вице-председателем Союза чинов Русского корпуса и Фонда святого благоверного князя Александра Невского. В журнале «Православная Русь» поместил статью «Пастырь добрый» (№ 12 за 1956 год), повествующую о благословении Русского корпуса митрополитом Анастасием, его посещении лагеря Келлерберг и помощи корпусникам в переезде в США.
Скончался в 1972 году в Нью-Йорке. Похоронен на кладбище Новодивеевского монастыря. Был женат на Татьяне Сергеевне Бразоль (1895—1989), похороненной там же.

## Награды
- Орден Святой Анны 4-й ст. с надписью «за храбрость» (ВП 28.10.1914)
- Орден Святого Станислава 2-й ст. с мечами (ВП 12.02.1915)
- Орден Святого Владимира 4-й ст. с мечами и бантом (ВП 18.05.1915)
- Орден Святой Анны 3-й ст. с мечами и бантом (ВП 15.09.1915)
- Георгиевское оружие (ВП 18.07.1916)
- старшинство в чине поручика с 19 июля 1915 года (ВП 6.08.1916)